# Диртутьуран
Диртутьура́н (амальга́ма ура́на) — бинарное неорганическое соединение, интерметаллид
урана и ртути
с формулой UHg2,
кристаллы.

## Получение
- Сплавление стехиометрических количеств чистых веществ в инертной атмосфере:

{\displaystyle {\mathsf {U+2Hg\ {\xrightarrow {482^{o}C}}\ UHg_{2}}}}

## Физические свойства
Диртутьуран образует кристаллы гексагональной сингонии, пространственная группа P 6/mmm, параметры ячейки a = 0,4976 нм, c = 0,3218 нм, Z = 1,
структура типа диборида алюминия AlB2.
Соединение разлагается при температуре 482 °C.

## Безопасность
Диртутьуран — радиоактивное и весьма ядовитое соединение.